# رافاييل موريرا أرواخو
رافاييل موريرا أرواخو (23 مايو 1990 بساو باولو في البرازيل - ) هو لاعب كرة قدم برتغالي في مركز الوسط. لعب مع ديسبورتيفو تروفينسي وC.F. Fão ‏.

## وصلات خارجية
- رافاييل موريرا أرواخو على موقع قاعدة بيانات كرة القدم.إي يو (الإنجليزية)